# Gnathodes
Gnathodes is een geslacht van vlinders van de familie venstervlekjes (Thyrididae).

## Soorten
- G. fiscinella Whalley, 1971
- G. helvella Whalley, 1971